# Cantonul Aiguilles
Cantonul Aiguilles este un canton din arondismentul Briançon, departamentul Hautes-Alpes, regiunea Provence-Alpes-Côte d'Azur, Franța.

## Comune
- Abriès
- Aiguilles (reședință)
- Arvieux
- Château-Ville-Vieille
- Molines-en-Queyras
- Ristolas
- Saint-Véran